# Breitkopf & Härtel
Breitkopf & Härtel ist ein Verlag in Wiesbaden mit einem Nebensitz in Leipzig. Er unterhält eine Abteilung für musikalische Werke sowie eine für wissenschaftliche Werke. Außerdem wurden zu ihm einige weitere Verlage eingegliedert.

## Breitkopf & Härtel Leipzig 1719 bis 1945

### Anfänge bis 1800

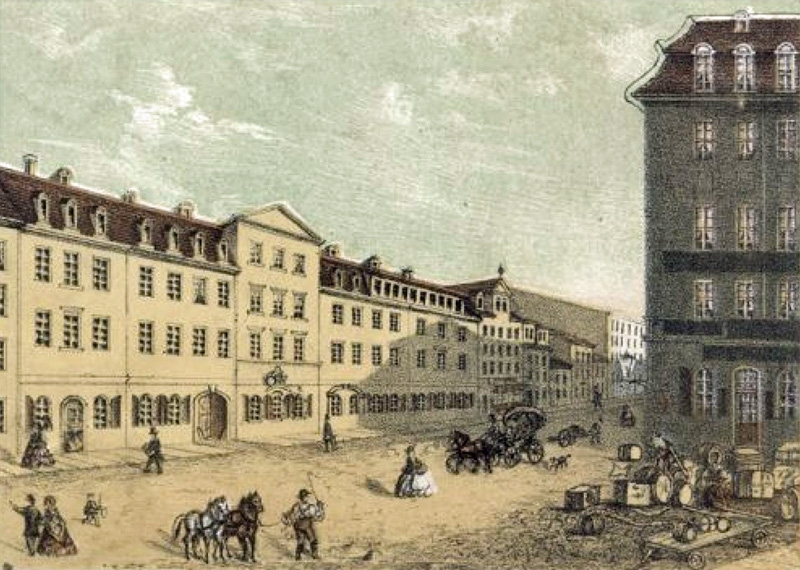
Verlagsgebäude „Goldener Bär“ (links), um 1850

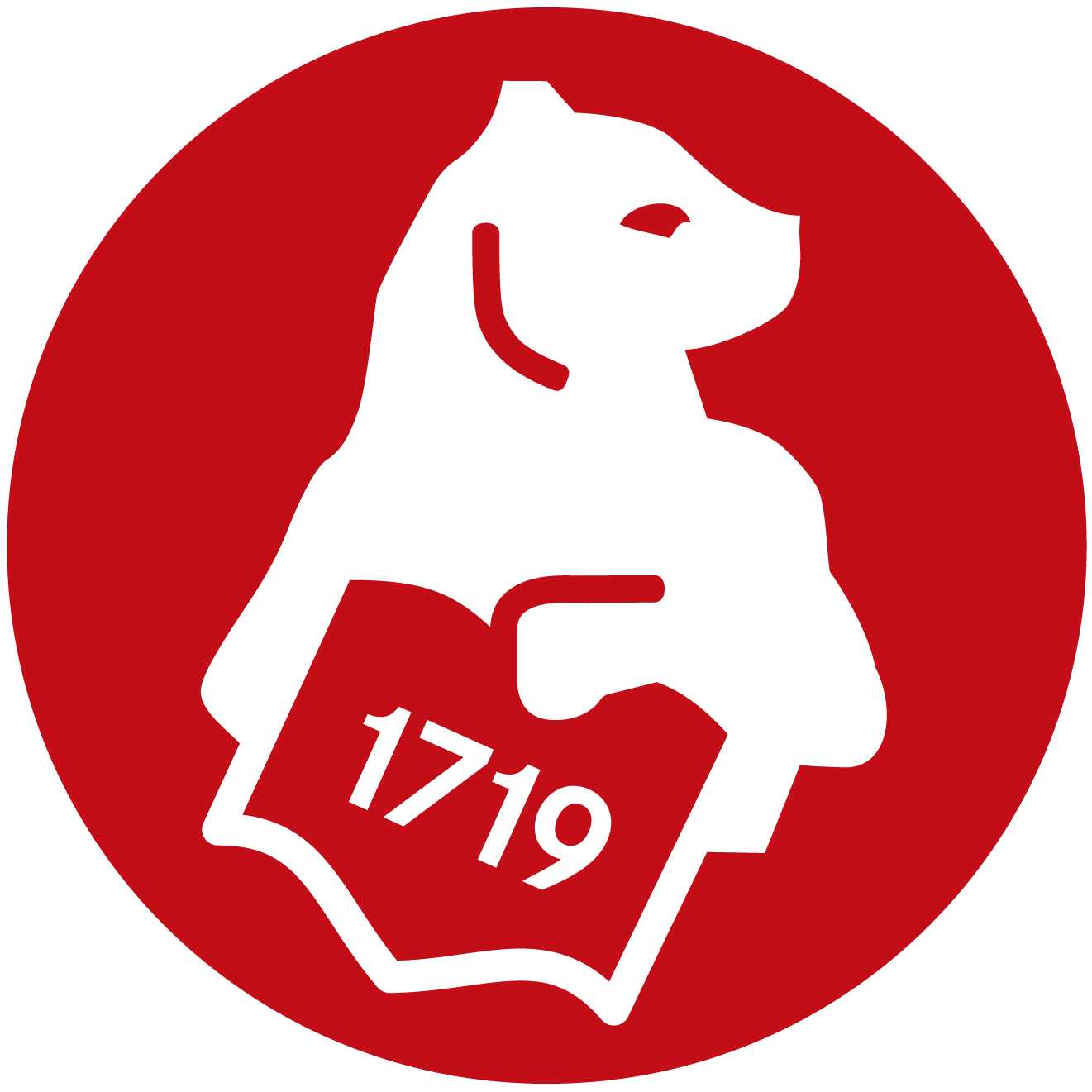
Auf dem Gasthofschild des „Goldenen Bären“ basierendes Verlagssignet mit dem Gründungsjahr 1719

1524 erwarb der Buchdrucker Heinrich Eichbuchler das Haus an den Sperlingsbergen, in dem sich seitdem eine Druckerei befand. 
Am 24. Januar 1719 heiratete Bernhard Christoph Breitkopf die Witwe des Vorbesitzers Maria Sophie Müller. Am 20. Juni 1719 erhielt er das Bürgerrecht der Stadt Leipzig und das offizielle Gewerberecht.
Um 1723 gab er eine hebräische Bibel heraus, wahrscheinlich von Christian Reineccius. Dieses war der Beginn seines Verlages. Danach erschienen dort vor allem wissenschaftliche und theologische Literatur, sowie erste Werke des jungen Johann Christoph Gottsched, der auch zeitweise bei ihm wohnte.
1732 erwarb Bernhard Christoph Breitkopf den Gasthof „Goldener Bär“ am Neumarkt (jetzt Universitätsstraße). Er ließ ein neues Gebäude erbauen und richtete dort seine Druckerei und den Verlag ein. (Darauf geht der Bär als Wappentier im Verlagssignet zurück.)
1736 erschien „Schemellis Gesangbuch“, an dem auch Johann Sebastian Bach mitgewirkt hatte, als erstes musikalisches Werk. Die Liedersammlung „Singende Muse an der Pleiße“ von Sperontes (ab 1740) wurde später mehrmals aufgelegt.
1754 erfand sein Sohn Johann Gottlob Immanuel Breitkopf einfache bewegliche Lettern für Noten, die den Druck von Musikalien wesentlich vereinfachten. Seit 1756 konnten so Werke fast aller namhafter Komponisten des deutschsprachigen Raums in dieser Zeit (Bach-Söhne, Joseph Haydn, Leopold Mozart, Johann Joachim Quantz, Carl Stamitz, Georg Philipp Telemann und anderen) verlegt werden.
1762 wurde der Sohn Johann Gottlieb Immanuel Breitkopf Miteigentümer, das Unternehmen hieß seitdem Bernhard Christoph Breitkopf & Sohn. Seit diesem Jahr erschienen auch jährliche Verlagskataloge.
Als der junge, noch unbekannte Johann Wolfgang Goethe 1765 nach Leipzig kam, hatte er Begegnungen mit dessen beiden Söhnen Bernhard Theodor (1749–nach 1810) und Christoph Gottlob Breitkopf (1750–1800). Ersterer vertonte einige seiner frühen Gedichte, sie wurden 1770 ohne Nennung des Dichters gedruckt. 
1794 übernahm Christoph Gottlob Breitkopf die Verlagsleitung. Nach finanziellen Schwierigkeiten ging er 1795 mit Gottfried Christoph Härtel (1763–1827) eine Sozietät ein. Seit 1796 hieß der Verlag Breitkopf & Härtel. Seit 1798 erschien die erste langfristig erscheinende Musikzeitschrift Allgemeine musikalische Zeitung sowie die 16-bändige Ausgabe Œuvres complettes von Mozart, (in der neben Klavier- und Kammermusik sowie Liedern zahlreiche Erstdrucke enthalten waren). 1799 folgten die gesammelten Klavierwerke des damals noch lebenden Joseph Haydn.

### 1800 bis 1933

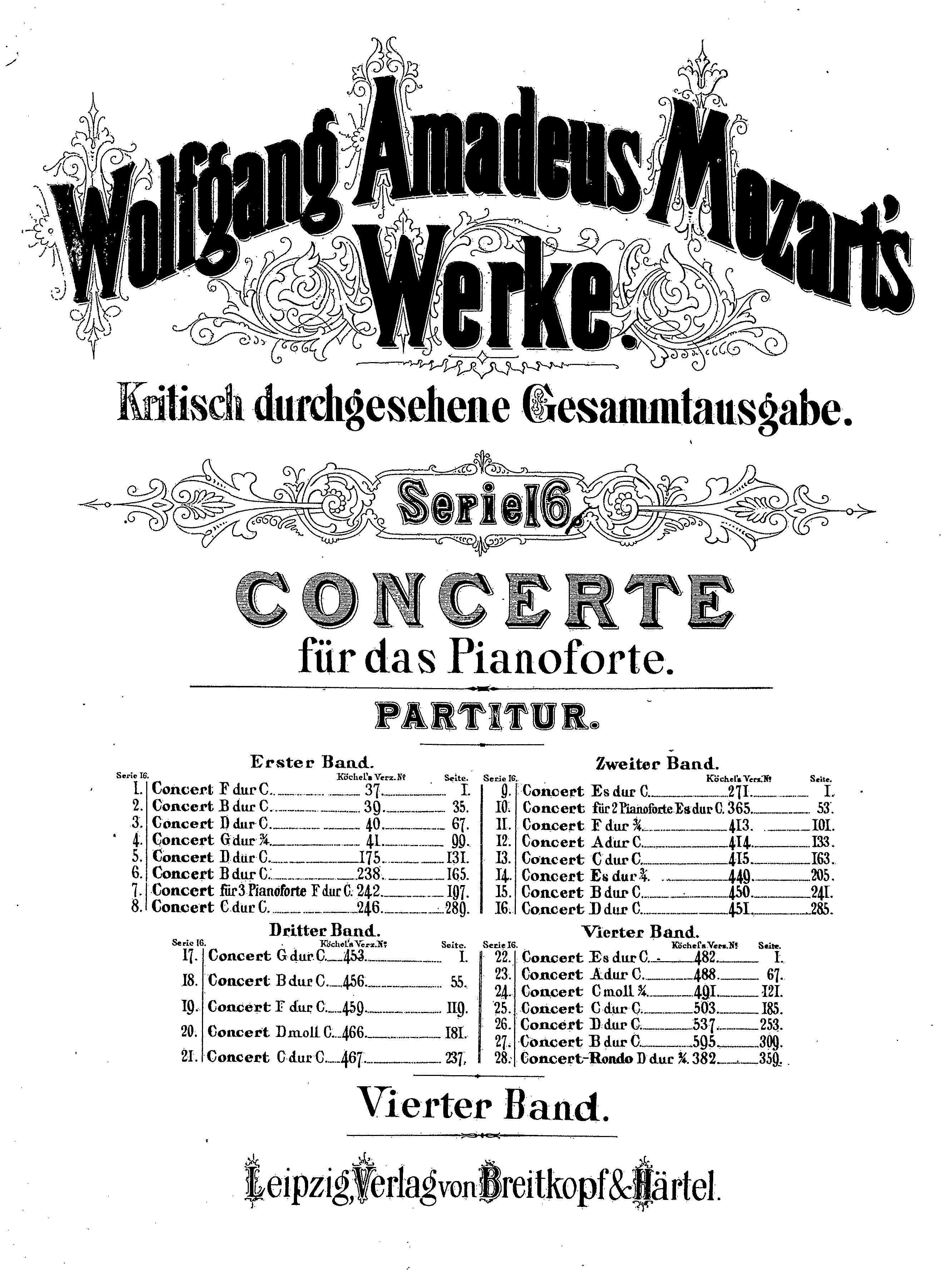
Werke von Mozart

1800 übernahm Gottfried Christoph Härtel nach dem Tod von Christoph Gottlob Breitkopf alleine den Verlag. Bald danach begann er auch die Werke von Beethoven zu verlegen, damit waren alle wichtigen Vertreter der Wiener Klassik im Verlagsprogramm vertreten.
Von 1807 bis 1827 stellte das Unternehmen auch Pianofortes her, die von Klaviervirtuosen wie Clara Schumann und Franz Liszt sehr geschätzt wurden. 
1832 übernahm Raymund Härtel (1810–1888), der jüngere Sohn Gottfried Christoph Härtels, den Verlag. In den Folgejahren verlegte er die Werke von Komponisten wie Felix Mendelssohn Bartholdy, Robert Schumann, Franz Liszt und Richard Wagner. 1833 begann der Verlag mit der Veröffentlichung der Klavierwerke Frédéric Chopins. Zwei Jahre später stieg Raymunds Bruder Hermann Härtel (1803–1875) in die Verlagsleitung ein. Robert Schumann machte den Verlag auf den 1853 noch unbekannten Johannes Brahms aufmerksam und engagierte sich in der Herausgabe der frühen Sonaten von Edvard Grieg.
1850 begann das „Halbjahrhundert der Gesamtausgaben“ nach der Gründung der Bach-Gesellschaft. 1851 lag der erste Band der Bach-Gesamtausgabe vor. Es folgten die Gesamtausgaben der Werke von Händel (1858–1902), Beethoven (1862–1865), Mendelssohn Bartholdy (1874–1877), Mozart (1877–1893), Schumann (1879–1893), Schubert (1884–1897), Berlioz (1900–1907) und anderen.
1867 zog Breitkopf und Härtel in das Gebäude in der Nürnberger Straße um. 
1869 waren 109 Buchdrucker und 14 Notendrucker im Unternehmen tätig. Nach dem Tod von Hermann Härtel 1875 und dem Ausscheiden von Raymund Härtel 1880 übernahmen seine Neffen Wilhelm Volkmann und Oskar von Hase (1846–1921) die Verlagsleitung.

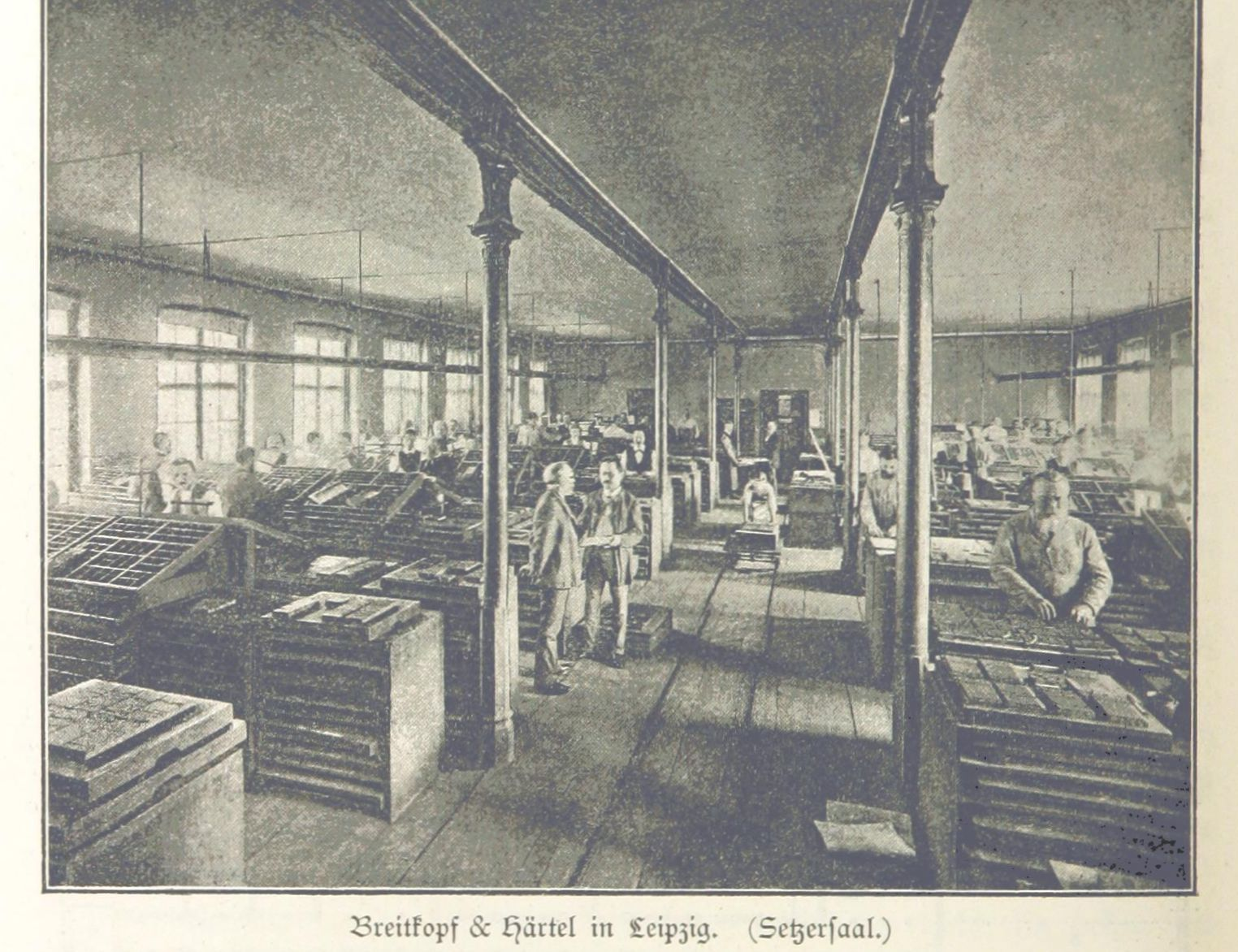
Setzersaal, 1892

1877 wurde die Volksausgabe Breitkopf und Härtel eingeführt, aus der 1913 die Edition Breitkopf hervorging, die bis in die Gegenwart besteht. 1885 wurde Breitkopf & Härtels Chorbibliothek eingeführt, 1890 die Orchester-Bibliothek, 1893 die Partitur-Bibliothek und 1898 die Kammermusik-Bibliothek. Diese sind bis heute im Verlagsprogramm enthalten. 
Ab 1910 verlegte Breitkopf & Härtel Werke des Komponisten Jean Sibelius. Um 1913 umfasste das Personal fast 1000 Mitarbeiter. 
1896 war Ludwig Volkmann (1870–1947) Teilhaber geworden. 1919 trat Hellmuth von Hase (1891–1979) als persönlich haftender Gesellschafter ein. Trotz der Inflation seit 1914 veröffentlichte der Verlag bis 1927 die 26-bändige Brahms-Gesamtausgabe.
In den 1920er und frühen 1930er Jahren ließen auch einige andere Verlage Bücher in der Druckerei von Breitkopf & Härtel herstellen, so der Insel Verlag Bände seiner Reihen Insel-Bücherei, Pandora sowie Bibliotheca Mundi und Libri Librorum und der Verlag Karl Baedeker  eine größere Anzahl seiner Reiseführer.

### 1933 bis 1945
1935 trat mit Martin von Hase (1901–1971) der jüngste Bruder Hellmuth von Hases bei Breitkopf & Härtel ein. Er wurde 1936 zum Teilhaber.
1934 erschien bei Breitkopf & Härtel das Buch „Polizei greift ein“. Der damalige Reichsinnenminister Wilhelm Frick widmete in seinem Vorwort das Buch dem Andenken der „im Kampf gegen den Kommunismus und das übrige Verbrechertum gefallenen Polizeibeamten“, die als Nationalsozialisten gestorben seien und „ihre Treue zu Volk und Vaterland mit dem Tode besiegelt“ hätten. Frick schrieb: Das Buch möge „jungen Polizeibeamten ein Ansporn sein, es jenen gleichzutun, die das Wort vollendeten: Deutschland muß leben, und wenn wir sterben müssen!“ Zwei Jahre später begann der Verlag mit der Veröffentlichung des „Jahrbuchs der deutschen Luftwaffe“, herausgegeben vom Reichsluftfahrtministerium. Die Jahrbücher erschienen in den Jahren von 1936 bis 1942.
Beide Publikationen im Geiste des Nationalsozialismus waren kein Zufall, denn Verlagsleiter Hellmuth von Hase hatte sich den Machthabern schon frühzeitig angedient: Er war am 13. Mai 1933 anlässlich der Bücherverbrennung Mitunterzeichner einer Erklärung im Börsenblatt für den Deutschen Buchhandel, in der zwölf vom NS-Regime und der NS-Propaganda verfemte Autoren als „schädigend“ eingestuft wurden – darunter Alfred Kerr, Heinrich Mann und Erich Maria Remarque. 1939 verlegte Breitkopf & Härtel Richard Wagners antisemitische Schrift Das Judenthum in der Musik.
Über diesen Teil der Verlagsgeschichte erfährt man auf der Website des Verlags auch 2019 nichts, obwohl in dem Jahr das 300-jährige Bestehen groß gefeiert wurde. Ein Verlagsvertreter bekannte lediglich, die Zeit des Nationalsozialismus sei „in den einschlägigen historischen Publikationen bis dato eigentlich ein bisschen stiefmütterlich weggekommen“.
In der Nacht vom 3. auf den 4. Dezember 1943 wurden die Verlagsgebäude in der Nürnberger Straße durch einen Luftangriff der Royal Air Force schwer beschädigt; Teile der Archivbestände blieben dank vorsorglicher Auslagerung erhalten. Sie befinden sich heute weitgehend als Depositum im Sächsischen Staatsarchiv – Staatsarchiv Leipzig.

## Breitkopf & Härtel Leipzig 1946 bis 1991

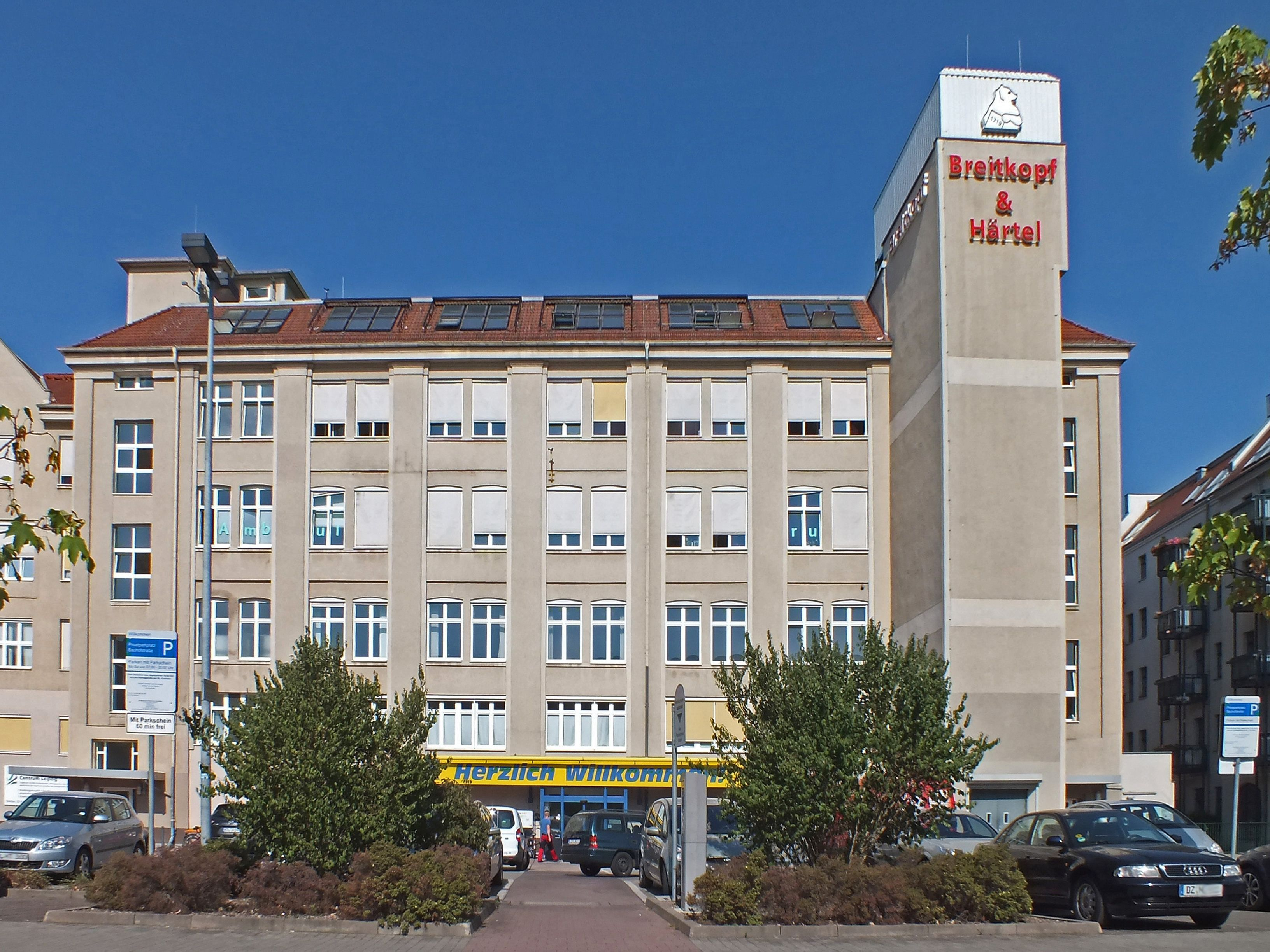
Ehemaliges Verlagsgebäude in der Nürnberger Straße (2018)

Der Inhaber Hellmuth von Hase  verließ im Juni 1945 Leipzig, kurz vor dem Abzug der US-amerikanischen Besatzungstruppen.
Im Februar 1946 erhielt Breitkopf & Härtel eine neue Verlagslizenz in der Sowjetischen Besatzungszone. Geschäftsführer wurde der bisherige Prokurist Hans Völkel. Es erschienen wieder einige Noten, ab 1947 auch Bücher wie Hugo Riemanns Handbuch der Musikgeschichte und Albert Schweitzers Johann Sebastian Bach.
Im März 1951 zog auch Hans Völkel in den Westen. Danach wurde die weitere Verlagstätigkeit untersagt, es konnten nur noch Lagerbestände verkauft werden.
Die Wiesbadener Verlagsleiter Hellmuth und Martin von Hase und ein weiterer Mitarbeiter wurden 1952 wegen angeblicher Wirtschaftsvergehen in Leipzig in Abwesenheit zu mehrjährigen Haftstrafen verurteilt und der Verlag entschädigungslos enteignet.
Im Oktober 1952 wurde er in den VEB Breitkopf & Härtel umgewandelt. Seit dieser Zeit waren die Papierzuteilungen wesentlich höher.
1958 wurden dieser und der VEB Friedrich Hofmeister Leipzig formal an den neuen Deutschen Verlag für Musik angegliedert, auch um international wieder Titel vertreiben zu können, die für Breitkopf & Härtel blockiert waren.
Es erschienen dort aber weiter zahlreiche Noten sowie musikwissenschaftliche Fachliteratur und musiknahe Belletristik.
1988 wurden 97 Titel verlegt, darunter 25 Neuausgaben und 72 Nachauflagen.
1990 wurde Breitkopf & Härtel in eine GmbH umgewandelt.
1991 wurde er nach langen Verhandlungen an den Verlag Breitkopf & Härtel in Wiesbaden mit mehreren Grundstücken übertragen.

## Breitkopf & Härtel Wiesbaden seit 1947
1945 siedelte Hellmuth von Hase mit seiner Familie und einigen Mitarbeitern nach Wiesbaden um. Am 19. November 1946 wurde Martin von Hase  zum provisorischen Leiter des Verlages in Wiesbaden in Abwesenheit des Bruders. 1947 erhielt er vom „Military Government-Germany“ in Berlin die Lizenz Nr. US-W-2035 für eine Gründung von Breitkopf & Härtel in der Amerikanischen Besatzungszone (wie auch Musikverlag Robert Lienau). 1951 konnte sich der Verlag nach dem Verkauf wertvoller Handschriften, die vom Land Hessen erworben und in die Musiksammlung der Universitäts- und Landesbibliothek Darmstadt eingegliedert wurden, konsolidieren. 
1954 startete die Gesamtausgabe Regers, 1959 bis 1971 folgte die von Beethoven. 1953 stieg Gottfried Härtels Nachkomme Joachim Volkmann (* 1926) und 1962 Härtels Ururenkelin Lieselotte Sievers (1928–2025) in die Verlagsleitung auf. 
1967 bezog der Verlag sein noch heute genutztes Gebäude in der Wiesbadener Walkmühlstraße. In der Verlagskrise 1976 schied Joachim Volkmann aus dem Verlag aus, stattdessen stieg 1979 Gottfried Möckel (1926–2009) in die Verlagsleitung ein. 1971 wurde die Zweigstelle Taunusstein geschaffen, in der sich die beiden Abteilungen Auslieferung und Vertrieb sowie Orchester und Bühne befinden. Von 1979 bis 2009 war Gottfried Möckel Mitgesellschafter des Verlages. 
1991 konnte nach zähen Verhandlungen die Übertragung des Leipziger Verlages erwirkt werden, seitdem firmierte der Verlag unter dem Namen „Breitkopf & Härtel – Wiesbaden, Leipzig, Paris“. Ende 2014 zog sich der Verlag aber zunächst aus Leipzig zurück. 
Zum 1. September 2015 trat der Leipziger Musikverleger Nick Pfefferkorn an der Seite von Lieselotte Sievers und Sebastian Mohr in die Geschäftsleitung des Verlages ein und wurde danach alleiniger Verlagsleiter. Er begründete wieder eine kleine Zweigniederlassung in Leipzig-Stötteritz.

## Angeschlossene Verlage
Es wurden einige Verlage in Breitkopf & Härtel eingegliedert, die dort als Abteilung, Imprint oder gar nicht mehr bestehen.
- Carl Simon, Berlin, um 1925
- Deutscher Verlag für Musik, Leipzig, seit 1991
- Musica Rara aus Monteux, Frankreich, seit 2000
- Nepomuk Musik Verlag aus Basel, Schweiz, seit 1. Januar 2011
- von Schott Music den Vertrieb und den Druck der Aufführungsmateriale der Eulenburg Orchestral Series, seit 21. März 2012.

## Archivbestände

Geschütztes Kulturgut

Das Archivgut des Musikverlags Breitkopf & Härtel bildet im Staatsarchiv Leipzig den Bestand 21081 Breitkopf & Härtel, Leipzig. Es umfasst Briefkopierbücher aus dem Zeitraum 1818 bis 1910, Korrespondenz in Form eingegangener Briefe ab dem Jahr 1896 und in Form von Korrespondenzakten (Eingänge und Entwürfe oder Durchschläge von Ausgängen) ab 1911 bis in die 1940er Jahre mit Geschäftspartnern im In- und Ausland.
Neben rund 1200 Musikalien (Einzelwerken) in verschiedenen Entstehungsstufen vom autographen Manuskript bis zum Druck sind zahlreiche Stichvorlagen und Korrekturabzüge von Gesamtausgaben u. a. zu Bach, Beethoven und Brahms vorhanden. Korrespondenz liegt u. a. umfangreich vor mit: Hermann Abendroth, Hermann Abert, Guido Adler, Wilhelm Altmann, Granville Bantock, Béla Bartók, Heinrich Besseler, Friedrich Blume, Ludwig Bonvin, Marco Enrico Bossi, Max Bruch, Maria von Bülow, Adolf Busch, Friedrich und Rudolf Chrysander, Marie Eugenie Delle Grazie, Robert Eitner, Alexander Fielitz, Max Friedlaender, Hans Gál, Carl Friedrich Glasenapp, Hugo Goldschmidt, Hermann Grabner, Willibald Gurlitt, Siegmund von Hausegger, Alfred Valentin Heuß, Wilhelm Heyer, Jenö Hubay, Engelbert Humperdinck, Emmerich Kálmán, Sigfrid Karg-Elert, Julius und Paul Klengel, Hermann Kretzschmar, Ludwig Landshoff, Hugo Leichtentritt, Marie Lipsius, Eusebius Mandyczewski, Carl Adolf Martienssen, Rudolf Mauersberger, Felix Mottl, Jean Louis Nicodé, Walter Niemann, Arthur Nikisch, Siegfried Ochs, Joseph Pembaur, Hans Pfitzner, Peter Raabe, Günther Ramin, Günter Albert Raphael, Carl Reinecke, Hugo Riemann, Adolf Sandberger, Philipp und Xaver Scharwenka, Arnold Schering, Max Seiffert, Alexander Iljitsch Siloti, Leone Sinigaglia, Hans Sitt, Friedrich und Julius Smend, Hermann Stephani, August Stradal, Karl Straube, Johann Strauss, Theodor Streicher, Josef Suk, Otto Taubmann, Felix Weingartner, Johannes Wolf, Felix Woyrsch, Hermann Zilcher und Heinrich Zöllner.
Neben Dokumenten der Familien Breitkopf, Härtel, Volkmann und von Hase umfasst das Archivgut auch eine große Zahl von Drucken aus dem 16. bis 19. Jahrhundert aus der Privatbibliothek Oskar von Hases.
Der Bestand wurde als National wertvolles Archiv unter Kulturgutschutz im Sinne der 1954 verabschiedeten Haager Konvention zum Schutz von Kulturgut bei bewaffneten Konflikten gestellt.

### Firmenfestschriften
- Thomas Frenzel (Hrsg.): Breitkopf & Härtel. 300 Jahre europäische Musik- und Kulturgeschichte. Breitkopf & Härtel, Wiesbaden 2019, ISBN 978-3-7651-0485-5. PDF; Inhaltsverzeichnis, aktuelle Unternehmensgeschichte
- Oskar von Hase: Breitkopf & Härtel. Gedenkschrift und Arbeitsbericht. Erster Band. 1542 bis 1827. 4. Auflage. Breitkopf & Härtel, Leipzig 1917, DNB 366127446.
- Oskar von Hase: Breitkopf & Härtel. Gedenkschrift und Arbeitsbericht. Zweiter Band. 1828 bis 1918. 4. Auflage. Breitkopf & Härtel, Leipzig 1919, DNB 366127454.
- Hellmuth von Hase: Breitkopf & Härtel. Gedenkschrift und Arbeitsbericht. Band 3: 1918–1968 (Leipzig 1918–1952, Wiesbaden 1945–1968). Breitkopf & Härtel, Wiesbaden 1968.

### Bibliografien
- Verzeichniß des Bücher-Verlages von Breitkopf & Härtel in Leipzig. 1828–1880. Breitkopf & Härtel, Leipzig 1881. (Digitalisierte Ausgabe unter: urn:nbn:de:s2w-5993)
- Verzeichnis des Bücher-Verlages von Breitkopf & Härtel in Leipzig. 1828-1898. Breitkopf & Härtel, Leipzig 1898. (Digitalisat)
- Verzeichnis des Musikalienverlages von Breitkopf & Härtel in Leipzig. Vollständig bis Ende 1902. Breitkopf & Härtel, Leipzig 1902. (Digitalisierte Ausgabe unter: urn:nbn:de:s2w-6509)

### Nachschlagewerke
- Oskar von Hase: Breitkopf und Härtel. In: Allgemeine Deutsche Biographie (ADB). Band 3, Duncker & Humblot, Leipzig 1876, S. 296–303.
- Rudolf Schmidt: Deutsche Buchhändler. Deutsche Buchdrucker. Band 1. Berlin, Eberswalde 1902. S. 89–100 Text (mit weiteren Lexikon-Links unten)
- Frank Reinisch: Breitkopf & Härtel. In: Ludwig Finscher (Hrsg.): Die Musik in Geschichte und Gegenwart. Zweite Ausgabe, Personenteil, Band 3 (Bjelinski – Calzabigi). Bärenreiter/Metzler, Kassel u. a. 2000, ISBN 3-7618-1113-6 (Online-Ausgabe, für Vollzugriff Abonnement erforderlich)

### Sonstiges
- Edvard Grieg: Der Briefwechsel mit dem Hause Breitkopf & Härtel, die Briefe von Frederick Delius an Nina und Edvard Grieg und andere ausgewählte Schreiben. (Briefwechsel, Bd. 2), Hänsel-Hohenhausen, Egelsbach St. Peter Port (UK) 1994, ISBN 3-8267-1123-8.
- Thekla Kluttig: Nur Briefe berühmter Komponisten? Archivgut von Leipziger Musikverlagen als Quelle für die Musikwissenschaften, in: Die Musikforschung 66 (2013), Heft 4, S. 391–407.